# 北海道滝上高等学校
北海道滝上高等学校（ほっかいどうたきのうえこうとうがっこう、英: Hokkaido Takinoue High School）は、かつて北海道紋別郡滝上町にあった公立（道立）の高等学校。全日制普通科。

## 沿革
- 1948年 10月1日 - 北海道立紋別高等学校（のち北海道紋別北高等学校）滝上分校として設置が認可される。
- 1948年 10月27日 - 開校式を挙行する。
- 1952年 11月1日 - 北海道滝上高等学校（滝上町立）として独立する。
- 1965年 3月31日 - 道立に移管される。
- 1988年 4月1日 - 校訓を制定する。
- 1998年 11月1日 - 創立50周年記念式典を挙行する。
- 2019年 3月 - 閉校。独立後の57年間で巣立った生徒は3599名。最後の卒業生は14名であった。